# Anne Flindt
Anne Flindt es una deportista danesa que compitió en bádminton en las modalidades de dobles y dobles mixto. Ganó tres medallas de bronce en el Campeonato Europeo de Bádminton en los años 1968 y 1972.

## Palmarés internacional
| Campeonato Europeo | Campeonato Europeo  | Campeonato Europeo | Campeonato Europeo |
| Año                | Lugar               | Medalla            | Prueba             |
| ------------------ | ------------------- | ------------------ | ------------------ |
| 1968               | Bochum (RFA)        | Medalla de bronce  | Dobles             |
| 1968               | Bochum (RFA)        | Medalla de bronce  | Dobles mixto       |
| 1972               | Karlskrona (Suecia) | Medalla de bronce  | Dobles             |